# یواس‌اس تالوران (ای‌جی-۴۶)
یواس‌اس تالوران (ای‌جی-۴۶) (به انگلیسی: USS Tuluran (AG-46)) یک کشتی بود که طول آن 261' بود. این کشتی در سال ۱۹۱۷ ساخته شد.